# Бухово (Калининградская область)
Бухово (до 1946 — Буххоф (нем. Buchhof)) — посёлок в  Черняховском городском округе Калининградской области Российской Федерации.  

## Название
Прежние названия: Зукельн до 1623, Юкельн до 1918, Буххоф до 1946 года.

## География
Находится в центральной части Калининградской области, в зоне хвойно-широколиственных лесов, на берегах реки Гремячья, при региональной дороге 27K-112.

### Климат
Климат характеризуется как переходный от морского к умеренно континентальному. Среднегодовая температура воздуха — 8,3 °C. Средняя температура воздуха самого холодного месяца (января) — −0,9 °C (абсолютный минимум — −35 °C); самого тёплого месяца (июля) — 18,5 °C (абсолютный максимум — 37 °C). Период температуры воздуха выше 0 °C составляет 274 дня. Длительность вегетационного периода — 180—200 дней. Годовое количество атмосферных осадков — 850—900 мм, из которых большая часть выпадает в тёплый период.

## История
Поселение относится к исторической области Надровия. В составе Германии (Восточная Пруссия) до 1945 года. По итогам Второй мировой войны вошло в состав СССР.   
Входил с 2008 по 1 января 2016 года в состав Калужского сельского поселения Черняховского муниципального района.

## Население
| 1910 | 1933 | 1939 | 2002 | 2010 |
| ---- | ---- | ---- | ---- | ---- |
| 123  | ↗193 | ↗276 | ↘16  | ↘13  |

## Инфраструктура
Личное подсобное хозяйство с зоной сельскохозяйственного использования, индивидуальная застройка усадебного типа.
Школьники посёлка учатся в МАОУ «Калиновская СОШ».

## Транспорт
Бухово доступно автотранспортом.  